# Nobu Macuhisza
Nobujuki „Nobu” Macuhisza (松久 信幸 Macuhisza Nobujuki; (Szaitama, 1949. március 1. –) japán sztárséf és vendéglős, a fúziós konyháról ismert, ennek keretében a japán ételeket perui hozzávalókkal készíti el. Specialitása a fekete tőkehal miszoban. Rengeteg hasonló nevű étterme van számos országban, beleértve Las Vegas városát is.

## Életrajz
Nobu Japánban született, Saitama prefektúrában. Édesanyjával és két bátyjával nőtt fel. Édesapját korán elvesztette, egy autóbalesetben. Nobu 18 éves korában, Tokióban kezdte el megtanulni a főzés alapjait.
Gyerekkorában testvérei elvitték egy tradicionális szusi bárba, ennek atmoszférája egyből magával ragadta. Ekkor döntötte el, hogy séf akar lenni.
Házas, két lánya van, felesége Joko Macuhisza.

## Karrier
Miután elvégezte a középiskolát, egy Macue Szusi nevű étteremben dolgozott hét évig: először mosogatóként, majd innen küzdötte fel magát a szakácsok közé. Később egy perui származású törzsvendége elhívta őt, hogy alapítsanak éttermet szülőhazájában. Így 1973-ban, 24 évesen Limába költözött, s a vendége segítségével a hagyományos „Macue” néven indítottak egy éttermet. Nobu itt viszont nehézségekbe ütközött, ugyanis nem találta meg ama alapanyagokat Peruban, amiket Japánban használt. Így született meg az ötlet, hogy alakítson ki egy egyéni stílust, melynek segítségével perui hozzávalókból a japán ételekhez hasonlóakat készít.
Három évvel később nyitotta meg az addigi legsikeresebb saját éttermét Alaszkában, ami később egy tűzvész nyomán majdnem teljesen porrá lett. Alaszkai éttermének megsemmisülése mély depresszióba sodorta, de családjának köszönhetően kilábalt a nehéz helyzetből.
Ekkor ismét beosztott szakácsként kezdett el dolgozni Los Angelesben, ahol megismerte a híres filmszínészt, Robert de Nirot. A színész hamar törzsvendégévé lett, s tanácsára a séf 1994-ben megnyitotta első „Nobu” éttermét New Yorkban. Mára az Egyesült Államokban nem kevesebb, mint 12 Nobu étterem működik, Európában pedig 5 országban képviseli magát. Az Egyesült Királyságban, Görögországban, Oroszországban, Olaszországban és Magyarországon.
Macuhisza az egészséges életmód híve, nagyon szereti a testmozgást, minden nap edz. Hiába gazdag, még mindig nem tervezi, hogy nyugdíjba megy, mivel szeretné mindenkinek meghálálni és visszafizetni a pénzt, akik segítettek karrierje elején. Ezáltal is biztatni szeretné a fiatal nemzedéket arra, hogy legyenek étterem-tulajdonosok az ő mintájára.
Robert De Niroval kötött barátságának köszönhetően szerepet kapott az 1995-ös Casino című filmben, ahol egy gazdag üzletembert játszott, aki vendég volt Robert De Niro kaszinójában. Játszott az Austin Powers – Aranyszerszám és az Egy gésa emlékiratai c. filmben is, amelyben egy kimonó művészt alakított.

## Éttermek

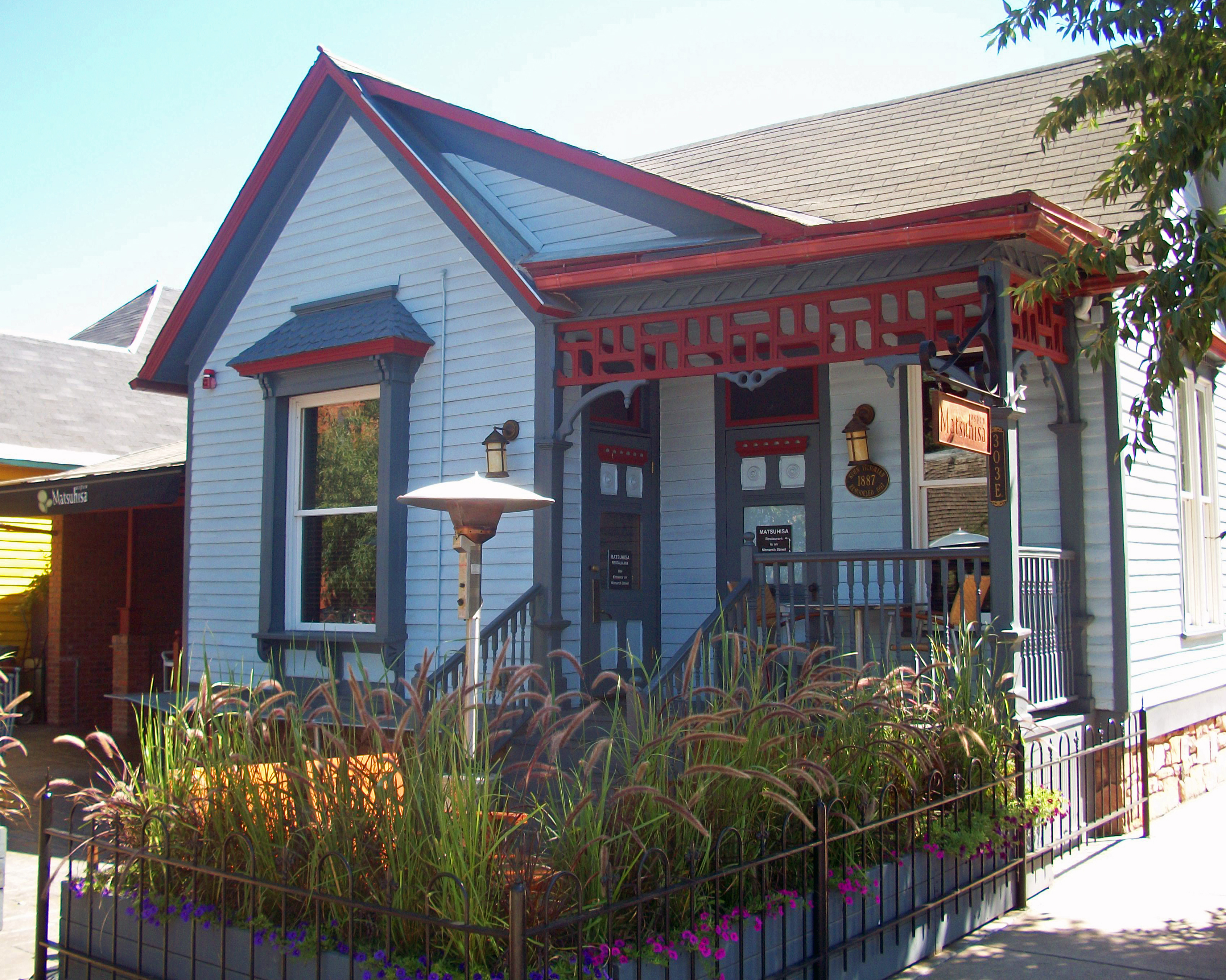
Macuhisza étterem az Aspeni Thomas Hynes Houseban

Macuhisza éttermek (Beverly Hillsben, Aspenben, Athénban, Mykonosban és Münchenben) a Macuhisza család birtokában vannak, míg a Nobu éttermek, amelyeknek társtulajdonosa Nobu, Robert De Niro, Meir Teper, Drew Nieporent és az ügyvezető partner Richie Notar. Az első Nobu Hotel és étterem a Caesars Palaceben (Las Vegas) napjainkban is működik.
Macuhisza a tanoncokat családtagként kezeli, bízik bennük, hogy hamar elsajátítják majd a főzés technikát és ezáltal a Nobu család egyenrangú tagjává lesznek.
Az Egyesült Államokban:
- Matsuhisa Aspen
- Matsuhisa Vail
- Matsuhisa Denver
- Matsuhisa Beverly Hills
- Nobu Atlanta (Nyitás 2020)
- Nobu Dallas
- Nobu Honolulu
- Nobu Indian Wells
- Nobu Las Vegas, Caesars Palace
- Nobu Las Vegas Hard Rock
- Nobu Lanai (Four Seasons a Manele Bayen)
- Nobu Los Angeles
- Nobu Malibu
- Nobu Miami
- Nobu Newport Beach
- Nobu Downtown (New York)
- Nobu Fifty Seven (New York)
- Nobu Palo Alto (The Epiphany Hotel)
- Nobu San Diego
- Nobu Washington

Nemzetközi helyek:
- Matsuhisa Athén, Görögország
- Matsuhisa Mykonos, Görögország (Belvedere Hotel)
- Matsuhisa München, Németország (Mandarin Oriental, Munich)
- Matsuhisa Párizs, Franciaország (Le Royal Monceau Raffles Paris))
- Matsuhisa St. Moritz, Svájc (Badrutt's Palace Hotel, nyitva: csak a téli időszakban)
- Nobu Paradise sziget, Bahamák
- Nobu Peking, Kína (JW Marriott Hotel)
- Nobu Budapest, Magyarország (Kempinski Hotel Corvinus)
- Nobu Fokváros, Dél-Afrika
- Nobu Doha, Katar (Four Seasons Hotel)
- Nobu Dubaj, Egyesült Arab Emírségek (Atlantis, The Palm)
- Nobu Hongkong (InterContinental)
- Nobu Ibiza Bay (Nobu Hotel Ibiza Bay)
- Nobu Kuala Lumpur, Malajzia
- Nobu Berkeley St London, Nagy Britannia
- Nobu Old Park Lane London, Nagy Britannia
- Nobu Shoreditch London, Nagy Britannia (Nobu Hotel Shoreditch)
- Nobu Manila, Fülöp-szigetek (Nobu Hotel)
- Nobu Marbella, Spanyolország
- Nobu Melbourne, Ausztrália (Crown Entertainment Complex)
- Nobu Mexikóváros, Mexikó
- Nobu Polanco-Mexikóváros
- Nobu Milánó, Olaszország (Emporio Armani Store)
- Nobu Moszkva, Oroszország
- Nobu Crocus City (Crocus City Mall)
- Nobu Perth, Ausztrália
- Nobu Tokió, Japán
- Nobu Sveti Stefan, Montenegró
- Nobu Monte Carlo, Monaco

Óceánjárók
- Silk Road and The Sushi Bar

## Magyar étterem
A magyarországi Nobu étterem megalapításának ötletét már korábban is felvetette Andy Vajna. Ekkor még úgy vélték, a kezdeményezés nem indokolt, ám ez 2010-ben megváltozott. Hazánkban a japán konyha szerelmesei mellett a filmvilág szereplőinek is egyfajta találkozóhelyévé vált az összességében 130 férőhelyes, 260 négyzetméteres helyszín.
Terv szerint az első húsz évben követik a jól megszokott gasztronómiai szokásokat, de minden étteremben törekszenek helyi termékek kínálatának biztosítására is. Így nem kizárt, hogy idővel magyar borokkal is találkozhatunk a Nobu étteremben.

## Hotelek
- Nobu Hotel Miami Beach
- Nobu Hotel City of Dreams Manila
- Nobu Hotel Caesars Palace, Las Vegas
- Nobu Hotel Ryokan Malibu
- Nobu Shoreditch, London
- Nobu Hotel Ibiza Bay, Ibiza
- Nobu Hotel Epiphany, Palo Alto
- Nobu Hotel Rijád (nyitás 2018)
- Nobu Hotel Marbella (nyitás 2018)
- Nobu Hotel Los Cabos (nyitás 2018)
- Nobu Hotel Chicago, West Loop (nyitás 2018)
- Nobu Hotel Toronto (nyitás 2019)
- Nobu Hotel Barcelona (nyitás 2018)
- Nobu Hotel São Paulo (bejelentett)
- Nobu Hotel Atlanta (bejelentett)
- Nobu Hotel Bahrein (bejelentett)

## Könyvei
- Nobu West (2007). ISBN 978-0-7407-6547-6
- Nobu: The Cookbook (2001). ISBN 4-7700-2533-5[1]
- Nobu Now (2005). ISBN 0-307-23673-0
- Nobu Miami: The Party Cookbook (2008). ISBN 978-4-7700-3080-1[2]
- Nobu: A leghíresebb japán étterem fogásai európai alapanyagokból (2010). ISBN 9789632972862

### Magyarul
- Nobu Matsuhisa–Mark Edwards: Nobu; fotó Eiichi Takahashi, ford. Szkladányi András; Alexandra, Pécs, 2010

## Külső linkek
- Nobu Macuhisza hivatalos weboldala
- Nobu Macuhisza az IMDbn